# Hvalpsund (Himmerland)
Hvalpsund ist eine dänische Ortschaft mit 626 Einwohnern (Stand 1. Januar 2023) im westlichen Himmerland. Die Ortschaft ist seit der Kommunalreform 2007 Bestandteil der Vesthimmerlands Kommune in der Region Nordjylland. Zuvor war sie Bestandteil der Farsø Kommune im Amt Nordjütland.

## Verkehr
Hvalpsund war zwischen 1910 und 1969 die Endstation der Bahnstrecke Aalborg–Hvalpsund (AHB).
Von Hvalpsund existiert die Fährverbindung Hvalpsund–Sundsøre über den Hvalpsund nach Sundsøre auf der nahe gelegenen Halbinsel Salling. Zwischen 1927 und 1969 bestand hier die einzige normalspurige private Eisenbahnfährverbindung in Dänemark, auf der die kleinste dänische Eisenbahnfähre Hvalpsund eingesetzt war.

## Persönlichkeiten
- Kristina Bille Hansen (* 1986), Handball-Nationalspielerin